# Marcelo Ríos
Marcelo Andrés Ríos Mayorga (Santiago de Xile, 26 de desembre, 1975), conegut amb el malnom de "Chino" (Xinès); és un destacat tennista xilè.
Alguns jugadors han dit d'ell que és un dels jugadors més brillants de la història a causa del seu toc fi i per la facilitat per al maneig i cop de pilota des de qualsevol sector de la pista.

## Biografia
Marcelo Ríos va néixer a Santiago de Xile. Va començar a jugar als 11 anys al club de campo Sport Francés, al costat de la seva casa de la comuna de Vitacura.
Entre les seves majors fites destaquen haver arribat al número 1 de la classificació de l'ATP en individuals (essent el primer llatinoamericà a assolir-ho), haver arribat a la final d'individuals de l'Obert d'Austràlia de 1998, haver guanyat cinc títols Màsters Sèries i haver guanyat en una mateixa temporada set títols en individuals (el 1998), a més de ser l'únic jugador en la història en haver assolit ser el nombre 1 del món en les 3 categories existents: júniors, professionals i sèniors.

### Comença la fama
Ríos va començar a adquirir fama internacional en el torneig Gran eslam de Roland Garros de 1994 quan en segona ronda i amb 18 anys es va trobar amb Pete Sampras, oferint dura batalla tot i perdre per 6-7, 6-7 i 4-6. La seva gran habilitat amb la mà esquerra i el seu nou aspecte, amb una gorra amb la visera cap enrere van cridar l'atenció dels mitjans especialitzats, sent aquest el seu primer pas a la fama internacional.
Durant els següents anys Ríos va consagrar una brillant però curta carrera a causa duna sèrie de lesions cròniques, en la qual va conquistar 18 títols i va arribar a 13 finals, en el tour de l'ATP.
En guanyar la final del torneig Super 9 (actualment Màsters Sèries) de Montecarlo el 1997, Ríos arriba a per primera vegada a situar-se entre els deu primers de la classificació mundial. En aquell torneig, després de quedar lliure a primera ronda, va derrotar a Andrea Gaudenzi, Albert Costa, Magnus Larsson i Carles Moyà. A la final va vèncer a Àlex Corretja per 6-4, 6-3 i 6-3. Montecarlo fou l'únic torneig que va guanyar el 1997, però va ser l'inici de la part més reeixida de la seva carrera.

### El millor any
L'any 1998 va començar de manera reeixida. Va guanyar el torneig obert d'Auckland (Nova Zelanda), el primer de l'any, i va arribar a la final de l'Obert d'Austràlia, caient davant el txec Petr Korda, qui mesos després seria sancionat per l'ATP en donar positiu en una prova de dopatge. Els mesos següents destacarien per triomfs com el títol del Super 9 d'Indian Wells (EUA) al derrotar el britànic Greg Rusedski a la final. Aquella victòria va ser l'avantsala per a arribar al primer lloc de la classificació mundial.
La consagració definitiva arriba al Super 9 de Key Biscaine (EUA). Per a arribar al primer lloc, havia de guanyar el torneig. Ríos guanyava amb contundents victòries sobre els alemanys Hendrik Dreekman i Tommy Haas, i després al croata Goran Ivanisevic. En quarts va derrotar el suec Thomas Enqvist i en semifinals Tim Henman seria el derrotat. Només quedava la final, la qual havia de disputar contra el nord-americà Andre Agassi el 29 de març de 1998.
Ríos va vèncer a Agassi per 7-5, 6-3 i 6-4. A Xile, milers de persones sortien als carrers a celebrar el triomf del primer esportista xilè a arribar al nombre 1 de la classificació de la seva especialitat. En els dies posteriors s'organitzaria una multitudinària recepció que culminaria amb Marcelo Ríos saludant des de la balconada de La Moneda a deu mil persones que el cridaven fora del palau de govern nacional.
La seva classificació com a número 1 va durar dues setmanes, fins que la va perdre al no poder defensar el títol a Montecarlo per una lesió que va contraure a la Copa Davis al derrotar a l'argentí Hernan Gummy a Buenos Aires. No obstant això, més tard recuperaria el primer lloc durant 4 noves setmanes, en quedar-se amb el títol del AMS Roma. Finalment, acabaria el 1998 com número dos del món.

### Darrers anys
Des de 1999 Marcelo Ríos arribaria a un nivell que li va permetre mantenir-se entre els primers de la classificació mundial. El 1999 va acabar com a número nou del món, però lesionat, havent de ser intervingut quirúrgicament d'una pubàlgia. Des de 2001 les lesions li impedirien tenir regularitat, començant el descens en la seva carrera.
El 2002 una lesió a l'esquena li impedeix desenvolupar una temporada normal. Seria la mateixa lesió que el duria a la sala d'operacions un parell de vegades i que mai li va permetre tornar a tenir un nivell competitiu. El 2003, no obstant això, aconseguiria al costat de Fernando González i Nicolás Massú la Copa del Món per Equips a Düsseldorf. Però, finalment la lesió el va superar i va anunciar la seva retirada del tennis el 16 de juliol de 2004 durant una conferència de premsa a Santiago.

### "Gràcies Xile"
Per a acomiadar-se del públic xilè, i en forma d'agraïment pel suport a la seva carrera, va organitzar una gira de comiat per tot Xile enfrontant-se a rivals com Petr Korda, Goran Ivanisevic i Guillermo Coria.
L'any 2006 decideix tornar al tennis professional, aquesta vegada ingressa al Circuit de Campions de l'ATP (Merrill Lynch Tour of Champions). El primer torneig de la temporada es va desenvolupar a Doha, Qatar, Ríos va obtenir el campionat derrotant en la final al francès Cedric Pioline per un marcador de 6-2 6-2 obtenint així el seu segon títol a Qatar, aquesta vegada en el circuit de "veterans". A la següent setmana va repetir, guanyant aquesta vegada la corona a Hong Kong on derrotà a la final al també exnúmero 1 del món Thomas Muster.

## Torneigs de Grand Slam

### Finalista en individuals (1)
| Any  | Torneig          | Oponent a la final | Resultat    |
| 1998 | Open d'Austràlia | Petr Korda         | 2-6 2-6 2-6 |

## Evolució al rànquing de l'ATP (individuals)
| Any   | Posició |
| ----- | ------- |
| 1993* | 562     |
| 1994  | 107     |
| 1995  | 25      |
| 1996  | 11      |
| 1997  | 10      |
| 1998  | 1       |
| 1999  | 9       |
| 2000  | 37      |
| 2001  | 39      |
| 2002  | 24      |
| 2003  | 105     |
| 2004* | N/A     |